# Ziminia masiceraeformis
Ziminia masiceraeformis là một loài ruồi trong họ Tachinidae.